# خط طول 129° شرق

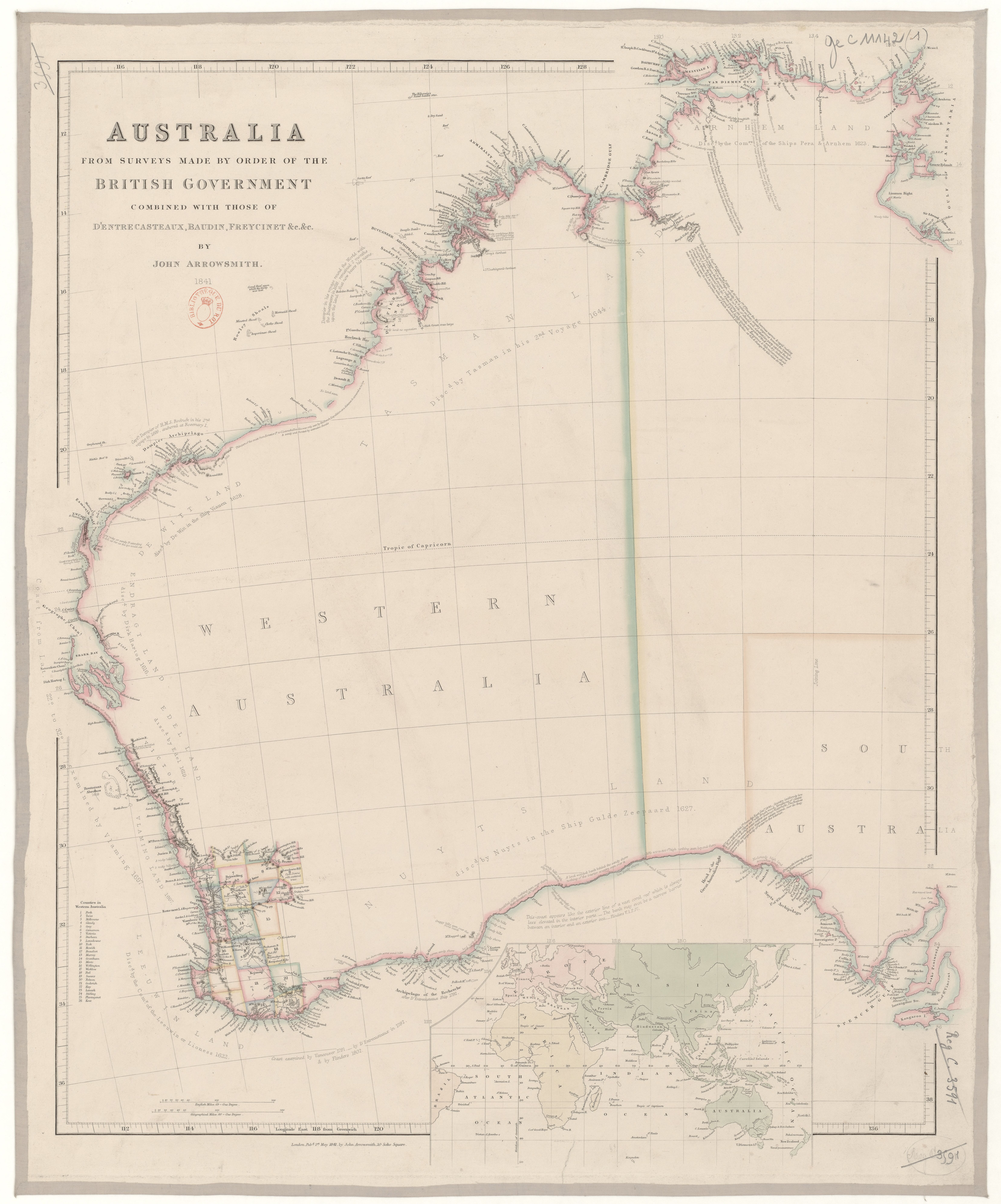
أستراليا من المسوحات التي أجريت بأمر من الحكومة البريطانية - جنبًا إلى جنب مع مسوحات دانتريكاستيو، وبودين، وفريسينيت

خط طول 129° شرق هو أحد خطوط الطول الجغرافية، والتي تمتد من القطب الشمالي الجغرافي إلى القطب الجنوبي الجغرافي، وحسب التحويل الزمني يتقدم خط طول 129° شرق عن خط غرينتش بـ8 ساعات و36 دقيقة.

## من القطب إلى القطب
ينطلق خط طول 129° شرق من القطب الشمالي نحو القطب الجنوبي مرورا بالمناطق التي ترد في الجدول التالي:
| الإحداثيات                           | البلد أو الإقليم أو البحر | ملاحظات |
| ------------------------------------ | ------------------------- | --- |
| 90°0′N 129°0′E / 90.000°N 129.000°E  | المحيط المتجمد الشمالي    | |
| 77°21′N 129°0′E / 77.350°N 129.000°E | بحر لابتيف                | |
| 73°6′N 129°0′E / 73.100°N 129.000°E  | روسيا                     | ياقوتيا — جزر the نهر لينا و the mainland أوبلاست أمور — من 55°30′N 129°0′E / 55.500°N 129.000°E                                  |
| 49°27′N 129°0′E / 49.450°N 129.000°E | جمهورية الصين الشعبية     | هيلونغجيانغ جيلين — من 43°31′N 129°0′E / 43.517°N 129.000°E                                                                       |
| 42°6′N 129°0′E / 42.100°N 129.000°E  | كوريا الشمالية            | |
| 40°28′N 129°0′E / 40.467°N 129.000°E | بحر اليابان               | |
| 37°43′N 129°0′E / 37.717°N 129.000°E | كوريا الجنوبية            | Passing Just West of بوسان |
| 35°4′N 129°0′E / 35.067°N 129.000°E  | بحر الصين الشرقي          | كوريا (مضيق) — مرورا بغرب the جزيرة جزيرة تسوشيما، ناغاساكي (محافظة), اليابان (في 34°8′N 129°10′E / 34.133°N 129.167°E)           |
| 32°58′N 129°0′E / 32.967°N 129.000°E | اليابان                   | ناغاساكي (محافظة) — جزر Nakadorijima، Wakamatsujima وKabajima، Gotō Islands                                                       |
| 32°44′N 129°0′E / 32.733°N 129.000°E | بحر الصين الشرقي          | |
| 28°50′N 129°0′E / 28.833°N 129.000°E | اليابان                   | كاغوشيما (محافظة) — جزر Kaminonejima وYokoatejima، Tokara Islands                                                                 |
| 28°47′N 129°0′E / 28.783°N 129.000°E | بحر الصين الشرقي          | |
| 27°48′N 129°0′E / 27.800°N 129.000°E | اليابان                   | كاغوشيما (محافظة) — جزيرة Tokunoshima                                                                                             |
| 27°41′N 129°0′E / 27.683°N 129.000°E | المحيط الهادئ             | مرورا بشرق the جزيرة هالماهيرا, إندونيسيا (في 0°13′N 128°54′E / 0.217°N 128.900°E)                                                |
| 1°55′N 129°0′E / 1.917°N 129.000°E   | بحر هلماهرا               | |
| 1°20′S 129°0′E / 1.333°S 129.000°E   | بحر سيرام                 | |
| 2°49′S 129°0′E / 2.817°S 129.000°E   | إندونيسيا                 | جزيرة جزيرة سيرام |
| 3°21′S 129°0′E / 3.350°S 129.000°E   | بحر باندا                 | |
| 8°12′S 129°0′E / 8.200°S 129.000°E   | إندونيسيا                 | جزيرة Sermata |
| 8°16′S 129°0′E / 8.267°S 129.000°E   | بحر تيمور                 | |
| 14°52′S 129°0′E / 14.867°S 129.000°E | أستراليا                  | أستراليا الغربية / إقليم شمالي (أستراليا) border أستراليا الغربية / جنوب أستراليا border — من 26°0′S 129°0′E / 26.000°S 129.000°E |
| 31°41′S 129°0′E / 31.683°S 129.000°E | المحيط الهندي             | Australian authorities consider this to be part of the المحيط الجنوبي[1][2]                                                       |
| 60°0′S 129°0′E / 60.000°S 129.000°E  | المحيط الجنوبي            | |
| 66°59′S 129°0′E / 66.983°S 129.000°E | القارة القطبية الجنوبية   | الإقليم الأسترالي في القارة القطبية الجنوبية، المطالب الإقليمية بالقارة القطبية الجنوبية by أستراليا                              |